# Dictyna togata
Dictyna togata är en spindelart som beskrevs av Simon 1904. Dictyna togata ingår i släktet Dictyna och familjen kardarspindlar. Inga underarter finns listade i Catalogue of Life.